# San Sebastiano
|  | Per a altres significats, vegeu «San Sebastiano Curone». |

San Sebastiano és una església d'estil renaixentista al sestiere de Dorsoduro de Venècia (Itàlia). La construcció començà el 1506 i acabà el 1548, consagrada finalment l'any 1562.

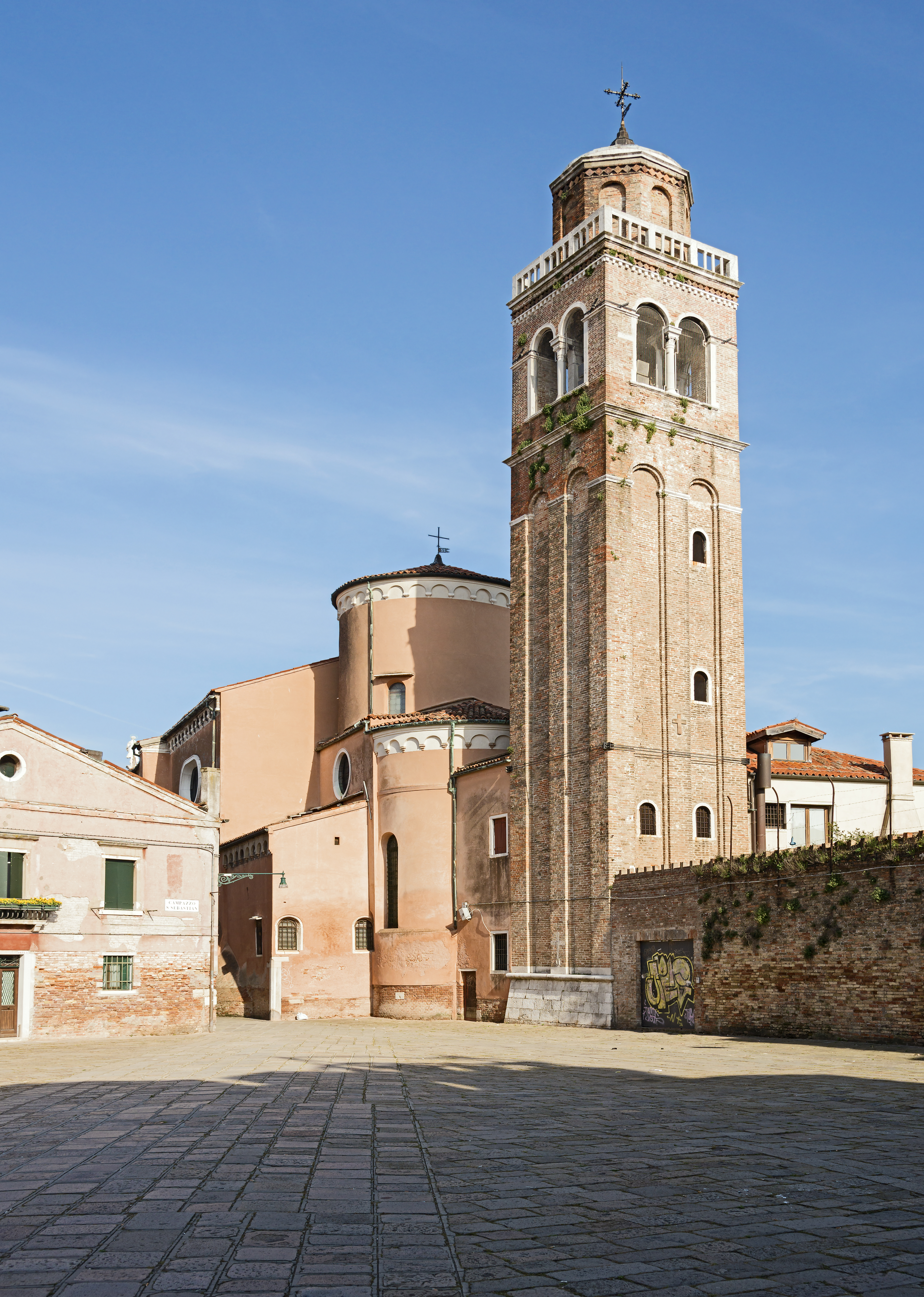
Campanar i absis

Sobre el lloc on s'alça l'actual església hi havia anteriorment un hospici fundat pels germans de la Congregació de Sant Jerònim el 1393. Tres anys més tard, al costat de l'hospici s'hi fundà també l'oratori de «Santa Maria plena de gràcia i justícia», que l'any 1455 s'amplià i el 1468 es transformà en una església dedicada a sant Sebastià màrtir.
L'església actual fou iniciada el 1506 sobre projecte d'Antonio Abbondi, anomenat Scarpagnino, i fou acabada el 1548 consagrant-se el 1562. El projecte és sobri en allò essencial, sigui per respecte a les exigències espirituals dels comitents, la regla monàstica dels quals preveia un estil de vida sever i modest, sigui pels reduïts recursos financers posats destinats a l'obra.
L'església presenta un bellíssim cicle de frescs de Paolo Veronese, que decorà el sostre de la sagristia, la nau central, el fris, la part oriental del cor, l'altar major, les portes dels panells de l'orgue i el presbiteri. Entre ells hi ha tres llenços amb escenes de la vida d'Ester. El propi artista es troba sepultat a l'església, al costat de l'orgue.